# Biografielijst Sa

## Sa
- André Sá (1977), Braziliaans tennisser
- Lesly de Sa (1993), Nederlands voetballer
- Francisco Sá Carneiro (1934-1980), Portugees politicus
- Luís Sá Silva (1990), Angolees autocoureur

## Saa
- Nawal el Saadawi (1931), Egyptisch gynaecologe, schrijfster en politiek activiste
- Raphael Saadiq (1966), Amerikaans muziekartiest
- Micheil Saakasjvili (1967), Georgisch politicus en voormalig president
- Eveline Saalberg (1998), Nederlands atlete
- Mart Saar (1882–1963), Estisch componist en organist
- Johanna van Saarbrücken (-1381), regentes van Nassau-Weilburg (1371-1381), gravin van Saarbrücken (1380-1381)
- Kaija Saariaho (1952-2023), Fins componiste
- Aino-Kaisa Saarinen (1979), Fins langlaufster
- Eliel Saarinen (1873-1950), Fins architect
- Juho Saaristo (1891-1969), Fins speerwerper
- Simon(e) van Saarloos (1990), Nederlands filosoof, schrijver en columnist
- Wim van Saarloos (1955), Nederlands theoretische natuurkundige en hoogleraar
- Theo Saat (1928-2015), Nederlands atleet

## Sab
- Nazik Saba-Yared (1928), Palestijns schrijfster, essayist, wetenschapper en literatuurcriticus
- Sabah Al-Ahmad Al-Jaber Al-Sabah (1929-2020), emir van Koeweit
- Albert Sabajo (1947-2018), Surinaams surinamist en musicus
- Paul Sabatier (1854-1941), Frans scheikundige en Nobelprijswinnaar
- Fabio Sabatini (1985), Italiaans wielrenner
- Gabriela Sabatini (1970), Argentijns tennisster
- Pasquale di Sabatino (1988), Italiaans autocoureur
- August Sabbe (1909-1978), Ests anticommunist
- Fien Sabbe (1966), Vlaams presentatrice
- Herman Sabbe (1937), Belgisch cellist, hoogleraar en muziekpedagoog
- Ivan Sabbe (1960), Belgisch bedrijfsleider en politicus
- Julius Ludovicus Maria Sabbe (1846-1910), Vlaams schrijver
- Maurits Karel Maria Willem Sabbe (1873-1938), Vlaams schrijver
- Maurits Sabbe (1924-2004), Belgisch rooms-katholiek geestelijke en theoloog
- Stephanus Emilius Maria (Etienne) Sabbe (1901-1969), Belgisch historicus en archivaris
- Victor Herman Sabbe (1906-1958), Belgisch advocaat en politicus
- Simone  Sabbioni (1996), Italiaans zwemmer
- Pedro Sabido (1894-1980), Filipijns politicus en diplomaat
- Florence Rena Sabin (1871-1953), Amerikaans medisch wetenschapster
- Sabina (?-136), Romeins keizerin (ca.128-136)
- Thierry Sabine (1949-1986), Frans coureur
- Georg Sabinus (1508-1560), Duits geleerde
- Sjamil Sabirov (1959), Russisch bokser en politicus
- Goran Sablić (1979), Kroatisch voetballer en voetbalcoach
- Milan Sáblík (1991), Tsjechisch langebaanschaatser
- Martina Sáblíková (1987), Tsjechisch langebaanschaatsster en wielrenster
- Álvaro Saborío (1982), Costa Ricaans voetballer

## Sac
- Elías Antonio Saca González (1965), El Salvadoraans president
- Andrej Sacharov (1921-1989), Russisch atoomgeleerde en dissident
- Andrew Sachs (1930-2016), Duits-Brits acteur en komiek
- Eddie Sachs (1927-1964), Amerikaans autocoureur
- Gunter Sachs (1932-2011), Duits zakenman, fotograaf en playboy
- Nelly Sachs (1891-1970), Duits dichteres en Nobelprijswinnares
- Oliver Sacks (1933-2015), Brits neuroloog
- Harry Sacksioni (1950), Nederlands gitarist
- Erdinç Saçan (1979), Nederlands politicus en ICT-ondernemer

## Sad
- Ahmad Sa'd (1945-2010), Arabisch-Israëlisch econoom, journalist en politicus
- Anwar al-Sadat (1918-1981), president van Egypte (1970-1981)
- Sade (1959), Brits zangeres
- Markies de Sade (1740-1814), Frans schrijver (Donatiën-Alphonse-François de Sade)
- Dries Saddiki (1996), Nederlands voetballer
- Jafer Sadiq (702-765), Arabisch islamitisch theoloog en jurist
- Abdoel-Chalim Sadoelajev (1967-2006), Tsjetsjeens rebellenleider
- Thomas Sadoski (1976), Amerikaans acteur
- Natalja Sadova (1972), Russisch atlete
- Jevgeni Sadovy (1973), Russisch zwemmer en olympisch kampioen
- Zoi Sadowski-Synnott (2001), Nieuw-Zeelands snowboardster
- Timoer Sadredinov (1989), Russisch autocoureur

## Sae
- Rik De Saedeleer (1924-2013), Belgisch voetballer en sportverslaggever
- Somporn Saekhow (1940-2002), Thais apentrainer
- Julien Saelens (1920-1945), Belgisch atleet
- Simone Saenen (1930-1970), Belgisch atlete
- Pieter Jansz. Saenredam (1597-1665), Nederlands schilder
- Nicole Saeys (1924-2021), Belgisch atlete
- Adrian Saez (1986), Spaans wielrenner
- John Sæterøy (1965), Noors striptekenaar

## Saf
- Darya Safai (1975), Iraans-Belgisch tandarts, vrouwenrechtenactiviste en politica
- Craig Safan (1948), Amerikaans componist van filmmuziek
- Marat Safin (1980), Russisch tennisser
- Chana Safrai (1946-2008), Israëlisch judaïste en feminist

## Sag

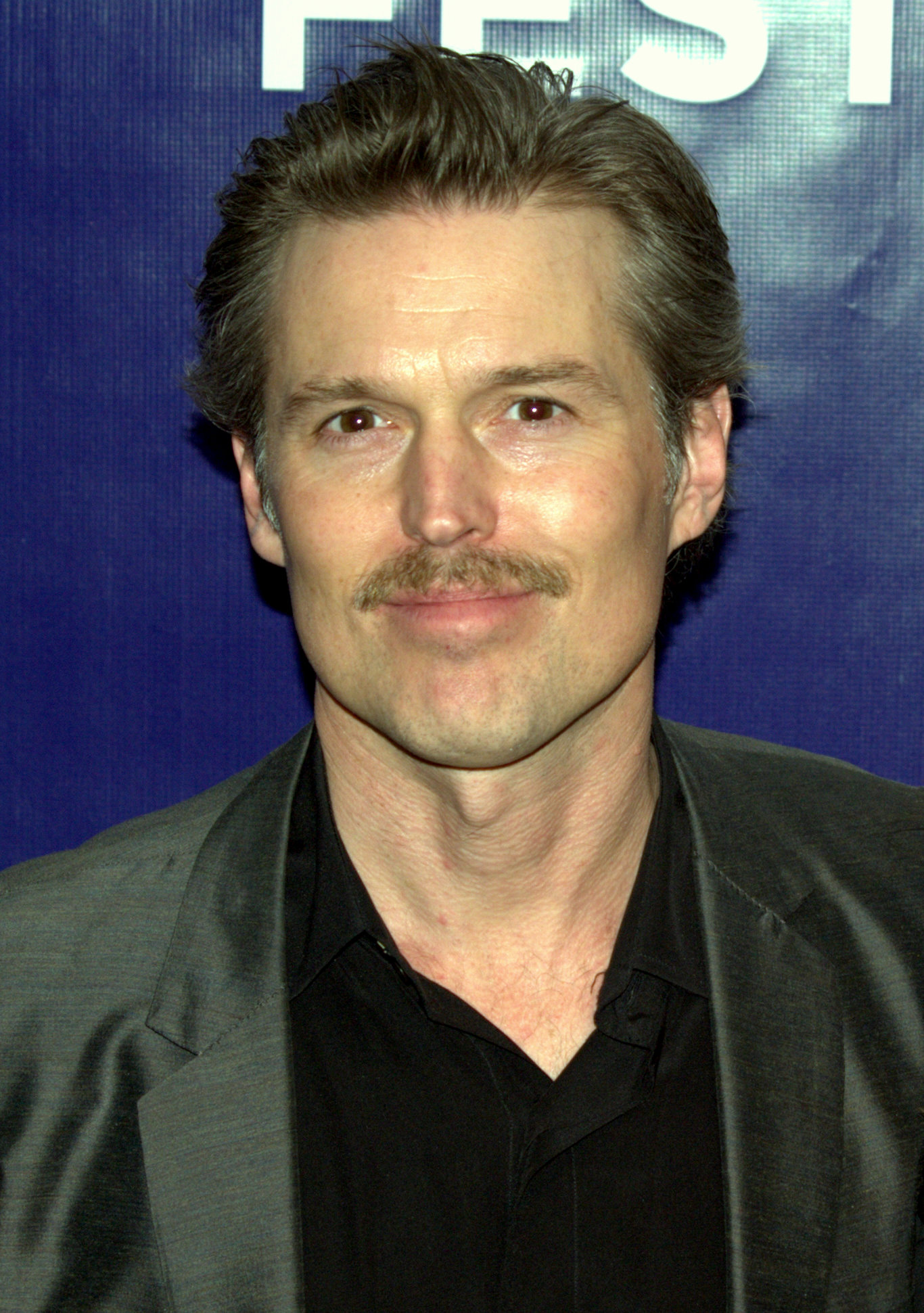
Bill Sage, 2009

- Carl Sagan (1934-1996), Amerikaans sterrenkundige
- Françoise Sagan (1935-2004), Frans schrijfster
- Juraj Sagan (1988), Slowaaks wielrenner
- Peter Sagan (1990), Slowaaks wielrenner
- Bill Sage (1962), Amerikaans acteur
- Ernst Sagebiel (1872-1970), Duits architect
- Stefan Sagel (1973), Nederlands jurist
- Melissa Sagemiller (1974), Amerikaans actrice
- Anette Sagen (1985), Noors schansspringster
- Bob Saget (1956-2022), Amerikaans acteur en stand-upcomedian
- Javier Sagrera (2004), Spaans autocoureur
- Nena Saguil (1924-1994), Filipijns kunstschilder

## Sah
- Ezatollah Sahabi (1930-2011), Iraans politicus
- Isa Saharkhiz (1954), Iraans journalist
- André Saheblal (1927-2023), Surinaams topambtenaar en jurist
- Yves Sahinguvu (1949), Burundees politicus
- Sahlene (1978), Zweeds zangeres

## Sai

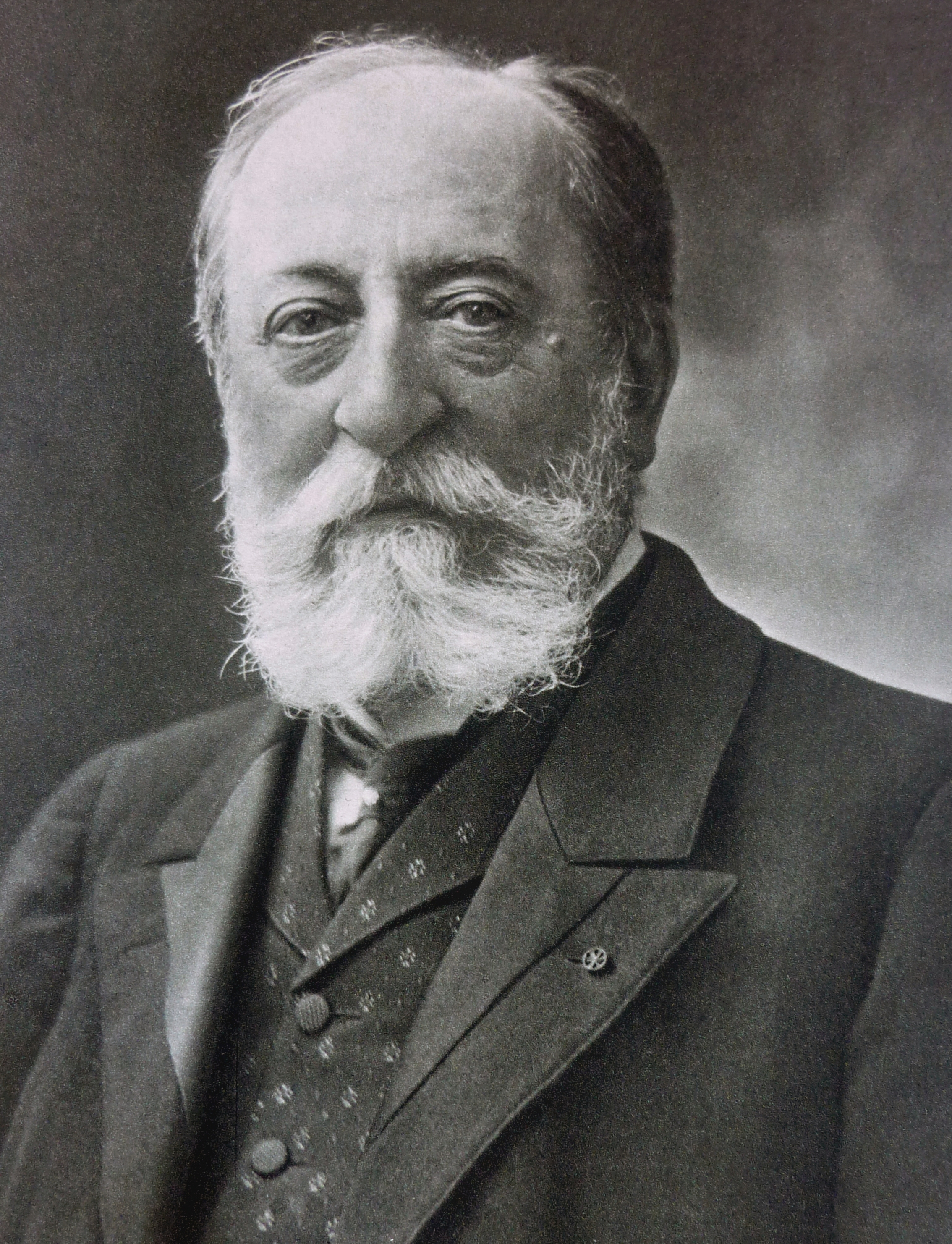
Camille Saint Saëns

- Jeff Saibene (1968), Luxemburgs voetballer
- Bob Said (1932-2002), Amerikaans autocoureur
- Jaysuma Saidy Ndure (1984), Gambiaans-Noors atleet
- Kenny Saief (1993), Israëlisch-Amerikaans voetballer
- Rajwa Al Saif (1994), Jordaanse prinses
- Nassima Saifi (1988), Algerijns paralympisch atlete
- Hans Daniel Sailer (1948-2021), Duits beeldhouwer en schilder
- Toni Sailer (1935-2009), Oostenrijks skiër
- Verena Sailer (1985), Duits atlete
- Dževdet Šainovski (1973), Macedonisch voetballer
- Silvia Saint (1976), Tsjechisch pornoactrice
- Henri Saint Cyrt (1902-1979), Zweeds ruiter
- Jean Saint-Fort Paillard (1913-1990), Frans ruiter
- Yves Saint Laurent (1936-2008), Frans modeontwerper
- Niki de Saint Phalle (1930-2002), Frans kunstenares
- Charles Augustin Sainte-Beuve (1804-1869), Frans schrijver en criticus
- Antoine de Saint-Exupéry (1900-1944), Frans beroepsvlieger en schrijver
- Joseph Saint-George (1745-1799), Frans componist
- Louis-Claude de Saint-Martin (1743-1803), Frans schrijver en filosoof
- Camille Saint-Saëns (1835-1921), Frans componist
- Jeanguy Saintus (1964), Haïtiaans choreograaf en danser
- Carlos Sainz (1962), Spaans rallycoureur
- Carlos Sainz jr. (1994), Spaans autocoureur
- Thomas Saisi (1945-2021), Keniaans atleet
- James Saito (1955), Amerikaans acteur
- Takao Saito (1936-2021), Japans mangaka (striptekenaar)
- Jean-Michel Saive (1969), Belgisch tafeltennisser

## Sak
- Sena Sakaguchi (1999), Japans autocoureur
- Masato Sakai (1995), Japans zwemmer
- Shiho Sakai (1990), Japans zwemster
- Kaori Sakamoto (2000), Japans kunstschaatsster
- Kyu Sakamoto (1941-1985), Japans zanger en acteur
- Naoko Sakamoto (1980), Japans atlete
- Ryuichi Sakamoto (1952-2023), Japans musicus, componist en acteur
- Saki (1870-1916), Engels auteur
- Gökhan Saki (1983), Turks-Nederlands kickbokser
- Dinko Šakić (1922-2008), Kroatisch oorlogsmisdadiger
- Joe Sakic (1969), Canadees ijshockeyer
- Gene Saks (1921-2015), Amerikaans acteur, filmregisseur, filmproducent en theaterregisseur
- Mady Saks (1941-2006), Nederlands filmregisseuse
- Stanisław Saks (1897-1942), Pools wiskundige
- Adalbert van Saksen (1467-1484), diocesaan administrator van het Keurvorstendom Mainz
- Anna van Saksen (1544-1577), tweede echtgenote van Willem van Oranje
- Kotaro Sakurai (1994), Japans autocoureur

## Sal
- Carlos Sala (1960), Spaans atleet
- Emiliano Sala (1990-2019), Argentijns voetballer
- Guido Sala (1928-1987), Italiaans motorcoureur
- Olha Saladoecha (1983), Oekraïens atlete
- Ahmed Salah (1956), Djiboutiaans atleet
- Mohamed Salah (1992), Egyptisch voetballer
- Nordin Ben Salah (1972-2004), Marokkaans-Nederlands bokser
- Ibrahim el-Salahi (1930), Soedanees kunstschilder en politicus
- Ali Hassan Salameh (1979), Arabisch terrorist
- Gaolesiela Salang (1983), Botswaans atleet
- Filip Salaquarda (1984), Tsjechisch autocoureur
- Marcelo Salas (1974), Chileens voetballer
- Mike Salay (1909-1973), Amerikaans autocoureur
- Alberto Salazar (1958), Amerikaans atleet
- Eliseo Salazar (1955), Chileens autocoureur
- António de Oliveira Salazar (1889-1970), dictator van Portugal (1932-1968)
- Ricardo Salazar (1972), Amerikaans voetbalscheidsrechter
- Luís Filipe de Saldanha da Gama (1846-1895), Braziliaans militair
- Giovanni Saldarini (1924-2011), Italiaans geestelijke
- Helmut Salden (1910-1996), Duits-Nederlands letter- en boekenontwerper
- Jamie Salé (1977), Canadees kunstschaatsster
- Ali Abdullah Saleh (1942-2017), Jemenitisch staatsman
- Yassin al-Haj Saleh (1961), Syrisch schrijver en dissident
- Dahlia Salem (1971), Amerikaans actrice
- Masuccio Salernitano (1410-1475), Italiaans dichter
- Sam Saletta (1984), Amerikaans acteur, muzikant en songwriter
- Sebastião Salgado (1944-2025), Braziliaans fotograaf
- Antonio Salieri (1750-1825), Italiaans componist
- Stefan Saliger (1967), Duits hockeyer
- Éric Salignon (1982), Frans autocoureur
- Hasan Salihamidžić (1977), Bosnisch voetballer
- Jasmin Salihović (1980), Bosnisch atleet
- Dar Salim (1977), Deens acteur
- Carlos Salinas de Gortari (1948), Mexicaans president
- Enrique Salinas de Gortari (1952-2004), Mexicaans zakenman
- Raúl Salinas de Gortari (1946), Mexicaans crimineel
- Ricardo Salinas Pliego (1956), Mexicaans zakenman
- Mark Salling (1982-2018), Amerikaans acteur en zanger
- Matt Salinger (1960), Amerikaans acteur en filmproducent
- Pierre Salinger (1925-2004), Amerikaans politicus
- Frank Salisbury (1874-1962), Engels kunstschilder en glaskunstenaar
- Raymond Salles (1920-1996), Frans roeier
- Walter Salles (1956), Braziliaans regisseur, scenarioschrijver en filmproducent
- Aulis Sallinen (1935), Fins componist
- Jon Sallinen (2000), Fins freestyleskiër
- Reuben Sallmander (1966), Zweeds acteur en zanger
- Johanna Sällström (1974-2007), Zweeds actrice
- Abraham Salm (1857-1915), Nederlands architect
- Gerlof Salm (1831-1897), Nederlands architect
- Carl Philipp zu Salm-Salm (1933-2024), Duits hoofd van Huis Salm
- Ilmari Salminen (1902-1986), Fins atleet
- Paavo Salminen (1911-1989), Fins voetballer
- Börje Salming (1951-2022), Zweeds ijshockeyspeler
- Georges Salmon (1933-2023), Belgisch atleet
- Ian Salmon, Brits basgitarist
- Rogelio Salmona (1929-2007), Colombiaans architect
- Alex Salmond (1954-2024), Brits (Schots) politicus
- Vladimir Salnikov (1960), Russisch zwemmer
- Mika Salo (1966), Fins autocoureur
- David Salom (1984), Spaans motorcoureur
- Luis Salom (1991-2016), Spaans motorcoureur
- Salomo (10e eeuw v.Chr.), koning van Israël
- Ernst von Salomon (1902-1972), Duits schrijver
- Hermann Salomon (1938-2020), Duits atleet
- Annie Salomons (1885-1980), Nederlands schrijfster en dichteres
- Jimi Salonen (1994), Fins freestyleskiër
- Saloninus (242-260), (mede)keizer van Rome (260)
- Tadjou Salou (1974-2007), Togolees voetballer
- James Salter (1925-2015), Amerikaans schrijver
- Kurt Salterberg (1923-2023), Duits militair
- Hasan Saltik (1964-2021), Turks muziekproducent
- Chris von Saltza (1944), Amerikaans zwemster
- Jean Salumu (1990), Belgisch basketballer
- Manuel Salvador (1925-1996), Filipijns rooms-katholiek geestelijke
- Cesare Salvadori (1941-2021), Italiaans schermer
- Roy Salvadori (1922), Brits autocoureur
- Lydie Salvayre (1948), Frans schrijver
- Edgard Salvé (1946), Belgisch atleet
- Feike Salverda (1946-1996), Nederlands journalist
- Eduardo Salvio (1990), Argentijns voetballer
- Ulla Salzgeber (1958), Duits amazone

## Sam

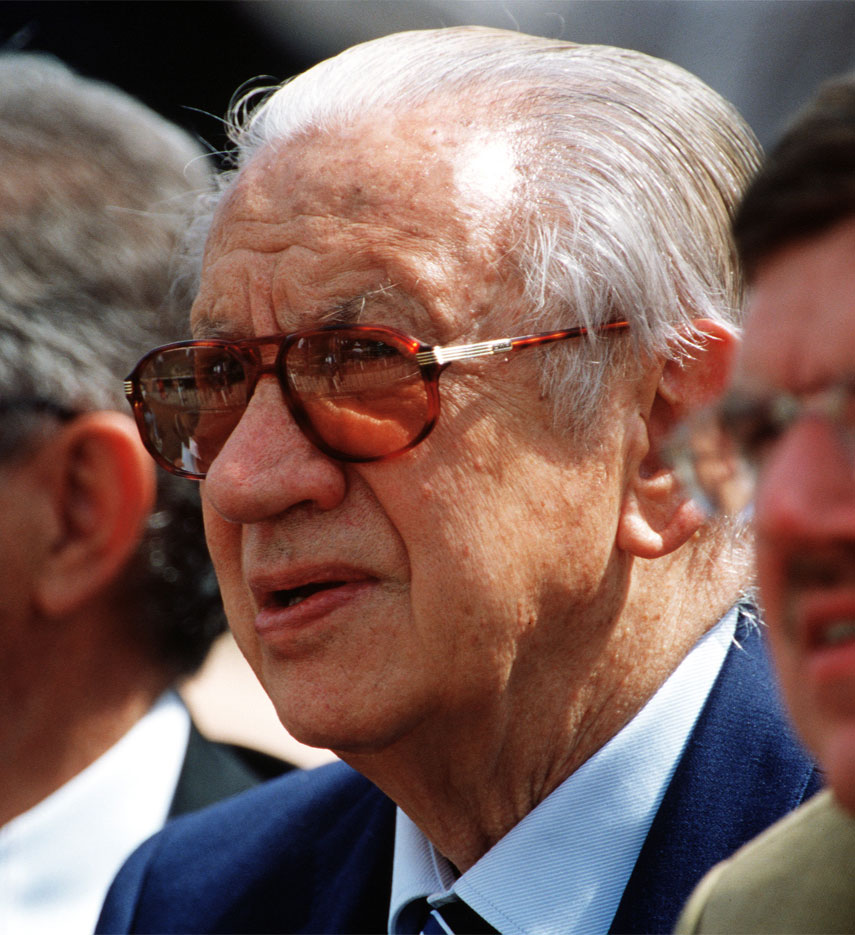
Juan Antonio Samaranch (2000)

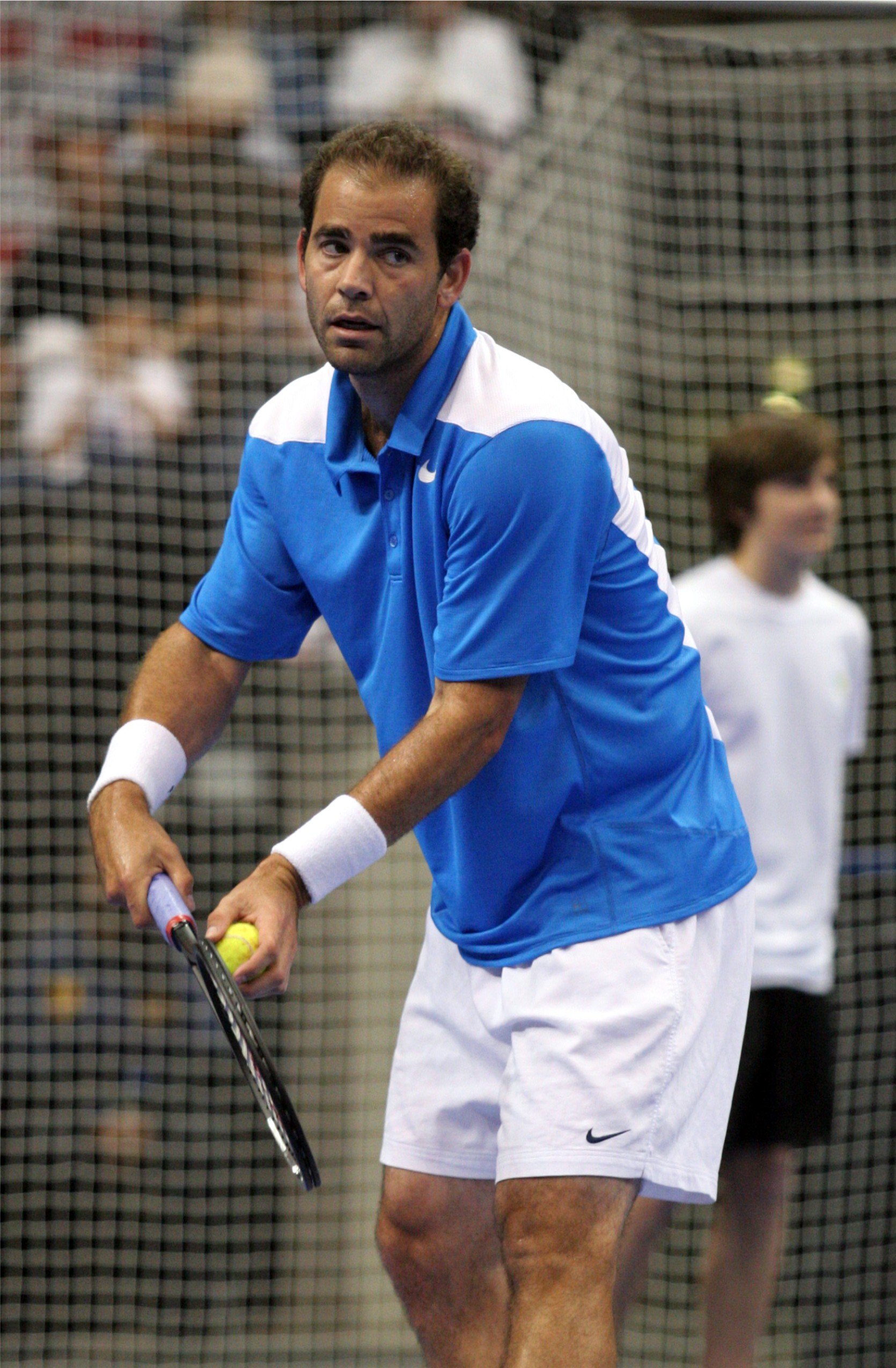
Pete Sampras (2008)

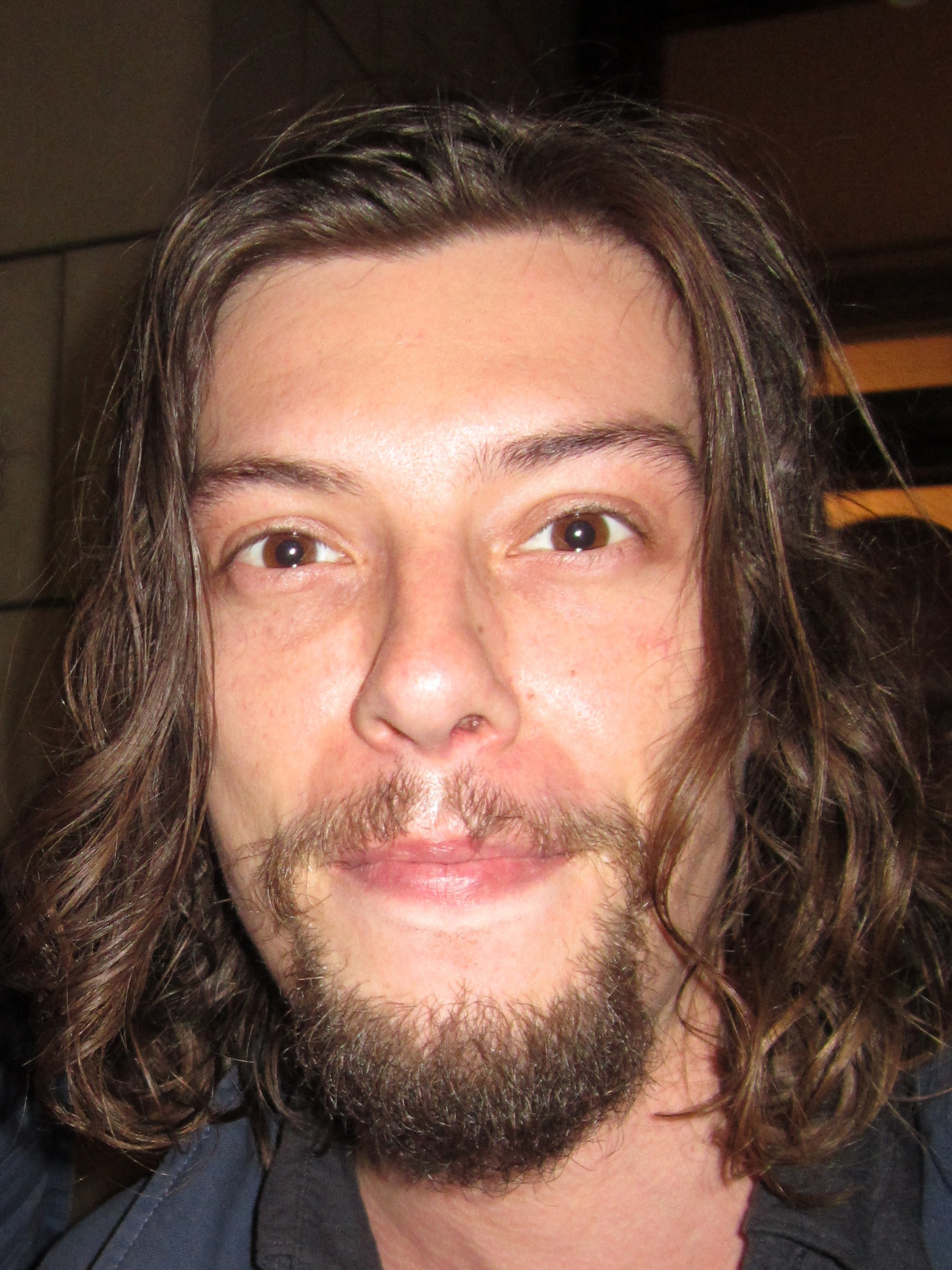
Benedict Samuel (2016)

- Sinan Şamil Sam (1974-2015), Turks bokser
- Guilherme Samaia (1996), Braziliaans autocoureur
- Adriaan Saman (1983), Nederlands atleet
- Shakti Samanta (1926-2009), Indiaas filmregisseur- en producent
- Sima Samar (1957), Afghaans politica en mensenrechtenverdedigster
- Juan Antonio Samaranch (1920-2010), Spaans diplomaat, politicus, sporter en sportbestuurder (oud-voorzitter van het IOC)
- Aleksandr Samarin (1998), Russisch kunstschaatser
- Ivan Samarin (1988), Russisch autocoureur
- N'Diaga Samb (1966-2025), Senegalees dammer
- Chéri Samba (1956), Congolees kunstschilder
- Raymi Sambo (1971), Nederlands acteur
- Renzo Sambo (1942), Italiaans roeier
- Shurandy Sambo (2001), Nederlands voetballer
- Jan Samijn (1869-1933), Belgisch syndicalist
- Jimmy Samijn (1974), Belgisch zanger
- Eva Samková (1993), Tsjechisch snowboardster
- Siim-Tanel Sammelselg (1993), Ests schansspringer
- Tobias Sammet, (1977), Duits zanger en oprichter van de heavy metal-opera Avantasia
- Bruno Sammartino (1935-2018), Italiaans-Amerikaans professioneel worstelaar en powerlifter
- Sammir (1987), Braziliaans-Kroatisch voetballer
- Samo (±660), koopman-koning van delen van Midden-Europa
- Sofia Samodoerova (2002), Russisch kunstschaatsster
- Fatma Samoura (1962), secretaris-generaal van de FIFA
- Helena Sampaio (1973), Portugees atlete
- Jorge Sampaio  (1939-2021), Portugees advocaat en politicus
- Joe Sample (1939-2014), Amerikaans jazzpianist
- Klaas Samplonius (1947-2022), Nederlands journalist en presentator
- Pete Sampras (1971), Amerikaans tennisser
- Adi Da Samraj (1939), Amerikaans goeroe
- Jeffrey D. Sams (1966), Amerikaans acteur
- LeRoy Samse (1883-1956), Amerikaans atleet
- Roline Samsoedien (1951), Surinaams politicus
- John K. Samson (1973), Canadees muzikant
- Sidney Samson (1981), Nederlands diskjockey
- Vladimir Samsonov (1976), Wit-Russisch tafeltennisser
- Ali Khan Samsudin (1958-2006), Maleisisch slangenkoning
- Benedict Samuel (1988), Australische acteur
- Evelin Samuel (1975), Ests zangeres
- Heather Samuel (1970), sprintster uit Antigua en Barbuda
- Herbert Louis Samuel, 1st Viscount Samuel (1870-1963), Brits politicus en diplomaat
- Julia Elisabeth Samuël (1959), Nederlands presentatrice
- Mounira Cornelia Theodora "Mounir" Samuel (1989), Nederlands schrijver en politicoloog
- Randolph FitzGerald "Randy" Samuel (1968), Canadees voetballer
- Seal Henry Olusegun Olumide Adeola Samuel (1963), beter bekend als Seal, Amerikaans zanger
- Tjendo Samuel (1989), Nederlands atleet
- Walter Samuel (1978), Argentijns voetballer
- Xavier Samuel (1983), Australisch acteur
- Dani Samuels (1988), Australisch atlete
- Jerry Samuels (Napoleon XIV) (1938-2023), Amerikaans singer-songwriter
- Bengt Samuelsson (1934-2024), Zweeds biochemicus en Nobelprijswinnaar
- Daniela Samulski (1984), Duits zwemster
- Adolphe Samyn (1842-1903), Belgisch architect
- Ellen Samyn (1980), Belgisch politica
- Emile Samyn (1997), Belgisch voetballer
- Gilles Samyn (1950), Belgisch-Frans topfunctionaris, ondernemer en bestuurder
- Greet Samyn (1978), Belgisch radiopresentatrice
- Jan Samyn (1875-1953), Belgisch politicus en uitgever
- José Samyn (1946-1969), Frans wielrenner
- Philippe Samyn (1948), Belgisch architect
- Isaline Samyn-Delmotte (1926), Belgisch decorontwerpster

## San

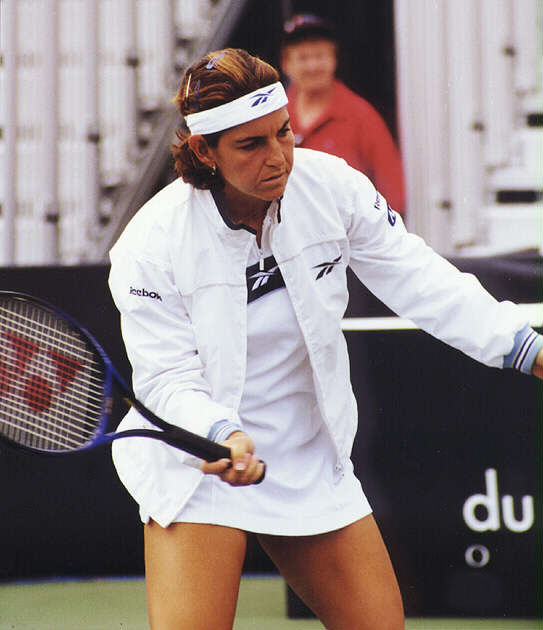
Arantxa Sanchez-Vicario
foto [https://web.archive.org/web/20110515101727/http://www.igs.net/~bmitchell/Tennis/tennis.htm Bill Mitchell

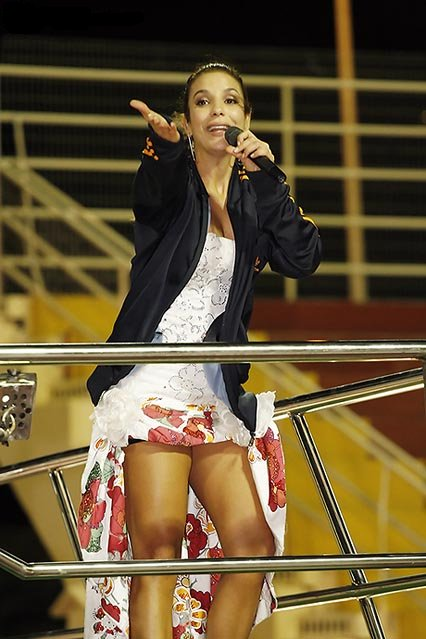
Ivete Sangalo

- Gerardus de San (1754-1830), Vlaams-Nederlands schilder
- José de San Martín (1778-1850), Argentijns generaal
- Tobias Sana (1989), Zweeds voetballer
- Grigori Konstantinovitsj Sanakojev (1935-2021), Russisch schaker
- David Sanborn (1945-2024), Amerikaans jazzsaxofonist
- Eunice Sanborn (1896-2011), Amerikaans oudste persoon ter wereld
- Aziz Sancar (1946), Turks-Amerikaans scheikundige en Nobelprijswinnaar
- Francisco Sanches (1550-1623), Portugees filosoof
- Alexis Sánchez (1988), Chileens voetballer
- Arantxa Sánchez Vicario (1971), Spaans tennisster
- Armando Sanchez (1952-2010), Filipijns politicus
- Davinson Sánchez (1996), Colombiaans voetballer
- Diego Sanchez (1981), Amerikaans MMA-vechter
- Erwin Sánchez (1969), Boliviaans voetballer en voetbalcoach
- Germán Sánchez (1989), Spaans autocoureur
- Hugo Sánchez (1958), Mexicaans voetballer
- Jaime Sánchez (1938), Puerto Ricaans acteur
- José Sánchez-Guerra y Martínez (1859-1935), Spaans politicus
- José Luis Sánchez (1926-2018), Spaans beeldhouwer
- Jose Tomas Sanchez (1920-2012), Filipijns kardinaal en emeritus-aartsbisschop van Nueva Segovia
- Leonel Sanchez (1936-2022), Chileens voetballer
- Luis León Sánchez (1983), Spaans wielrenner
- Manuel Moreno Sánchez (1908-1993), Mexicaans politicus en jurist
- Marco Sanchez (1970), Amerikaans acteur en filmproducent
- Otto Sanchez, Amerikaans acteur
- Pablo Sánchez López (1990), Mexicaans autocoureur
- Pedro León Sánchez Gil (1986), Spaans voetballer
- Rocío Sánchez Moccia (1988), Argentijns hockeyster
- Samuel Sánchez (1978), Spaans wielrenner
- Sergio Sánchez (1982), Spaans atleet
- Víctor Sánchez (1976), Spaans voetballer
- Yoani Sánchez (1975), Cubaans blogger
- Heleen Sancisi-Weerdenburg (1944-2000), Nederlands hoogleraar oude geschiedenis
- William Sancroft (1617-1693), aartsbisschop van Canterbury (1677-1690)
- George Sand (1804-1876), Frans schrijfster
- Allan Rex Sandage (1926-2010), Amerikaans sterrenkundige
- Ståle Sandbech (1993), Noors snowboarder
- Herman Sandberg (1918-2008), Nederlands journalist en verzetsstrijder
- Ludo van Bronkhorst Sandberg (1874-1940), Nederlands staatsraad
- Sheryl Sandberg (1969), Amerikaans zakenvrouw
- Willem Sandberg (1897-1984), Nederlands ontwerper, typograaf en directeur van het Stedelijk Museum
- Martin Sandberger (1911-2010), Duits nazi
- Ed van der Sande (1966), Nederlands politicus
- Gijsbert van der Sande (1863-1910), Nederlands legerarts
- Jort van der Sande (1996), Nederlands voetballer
- Petra van de Sande (1968), Nederlands paralympisch sportster
- Rogier van der Sande (1966), Nederlands politicus en politicoloog
- Helena af Sandeberg (1971), Zweeds actrice
- Carel Eliza van der Sande Lacoste (1860-1894), Nederlands kunstschilder
- Marcus Sandell (1987), Fins alpineskiër
- Margit Sandemo (1924-2018), Noors-Zweeds schrijfster
- Frida Sandén (1994), Zweeds zangeres
- Mimmi Sandén (1995), Zweeds zangeres
- Piet van der Sanden (1924–2015), Nederlands journalist en politicus
- Kaitlin Sandeno (1983), Amerikaans zwemster
- Andreas Sander (1989), Duits alpineskiër
- Gerard Sanderink (1949), Nederlands ondernemer
- Bernie Sanders (1941), Amerikaans senator
- Dex Elliot Sanders, Amerikaans acteur, filmregisseur, filmproducent, cinematograaf en scenarioschrijver
- E.P. Sanders (1937), Amerikaans theoloog
- Hans Sanders (1946-2007), Nederlands zanger
- Har Sanders (1929-2010), Nederlands beeldend kunstenaar
- Pharoah Sanders (1940-2022), Amerikaans jazzsaxofonist
- Renée Sanders (1959-2023), Nederlands regisseur, radiomaker, schrijfster en journalist
- Storm Sanders (1994), Australisch tennisspeelster
- Terence Sanders (1907-1985), Brits roeier
- Theo Sanders (1920-2008), Nederlands politiecommissaris
- Marleen Sanderse (1976), Nederlands paralympisch sportster
- Nicola Sanderson, Brits actrice
- Ninian Sanderson (1925-1985), Schots autocoureur
- Tessa Sanderson (1956), Brits atlete
- William Sanderson (1944), Amerikaans acteur
- Ben Sandford (1979), Nieuw-Zeelands skeletonracer
- Cecil Sandford (1928-2023), Brits motorcoureur
- Lloyd Erskine Sandiford (1937-2023), Barbadiaans politicus
- Martine Sandifort (1970), Nederlands kleinkunstenares
- Teodoro Sandiko (1860-1939), Filipijns politicus
- Augusto César Sandino (1895-1934), Nicaraguaans revolutionair
- Julio Terrazas Sandoval (1936-2015), Boliviaans kardinaal
- Miguel Sandoval (1951), Amerikaans acteur en filmregisseur
- Eugen Sandow (1867-1925), Duits pionier op het gebied van bodybuilding
- Nick Sandow, Amerikaans acteur, filmproducent, filmregisseur en scenarioschrijver
- Patrick Sandra (1946), Belgisch scheikundige en ondernemer
- Julian Sands (1958-2023), Brits acteur
- Leevan Sands (1981), Bahamaans atleet
- Bertil Sandström (1887-1964), Zweeds ruiter
- Nils Sandström (1893-1973), Zweeds atleet
- Consalvo Sanesi (1911-1998), Italiaans autocoureur
- Federica Sanfilippo (1990), Italiaans biatlete
- Ippolito Sanfratello (1973), Italiaans schaatser en skeeleraar
- Julius Sang (1948-2004), Keniaans atleet
- Philip Sanga (1983), Keniaans atleet
- Ivete Sangalo (1972), Braziliaans zangeres
- Frederick Sanger (1918-2013), Brits moleculair bioloog en Nobelprijswinnaar
- Takna Jigme Sangpo (1926-2020), Tibetaans politiek gevangene
- Abdul Hakim Sani Brown (1999), Japans atleet
- Viktor Sanjejev (1945-2022), Sovjet-Russisch-Georgisch atleet
- Gibril Sankoh (1983), Sierra Leoons voetballer
- Goran Sankovič (1979-2022), Sloveens voetballer
- Sanmao (1943-1991), Taiwanees schrijfster
- Simone Sanna (1978), Italiaans motorcoureur
- Jacopo Sannazaro (1458-1530), Italiaans dichter
- Albert Sansen (1916-2017), Belgisch politicus en uitgever
- Kenny Sansom (1958), Engels voetballer
- Mien van 't Sant (1901-1994), Nederlands schrijfster
- Antonio López de Santa Anna (1794-1876), president van Mexico
- Mauro Santambrogio (1984), Italiaans wielrenner
- Carlos Santana (1947), Mexicaans gitarist
- Cléber Santana (1981-2016), Braziliaans voetballer
- Pedro Santana (1801-1864), Dominicaans politicus
- Manuel(Manolo) Santana (1938-2021), Spaans tennisser
- Telê Santana (1931-2006), Braziliaans voetballer en voetbalcoach
- Tito Santana (1953), Mexicaans-Amerikaans professioneel worstelaar
- Bruno Santanera (1937), Italiaans magneto-minertaaltherapeut
- Johannes Laurentius van Sante (1934-2000), Nederlands politicus
- Simon Bernardus van Sante (1876-1936), Nederlands architect
- Evert Santegoeds (1961), Nederlands journalist, publicist en tv-presentator
- Tobias Santelmann (1980), in Duitsland geboren Noors acteur
- Anniko van Santen (1971), Nederlands televisiepresentatrice
- Joop van Santen (1908-1992), Nederlands econoom
- Lieven Santens (1933-2015), Belgisch ondernemer en politicus
- Luc Santens (1933-2011), Belgisch ondernemer en bestuurder
- Marc Santens (1926-2018), Belgisch ondernemer en bestuurder
- Maurice Santens (1885-1968), Belgisch industrieel, bestuurder en politicus
- Jacques Santer (1937), Luxemburgs bankier (Wereldbank) en politicus (onder andere premier en voorzitter Europese Commissie)
- Chan Santokhi (1959), Surinaams politicus en hoofdcommissaris
- Miriam Defensor-Santiago (1945), Filipijns rechter en politicus
- Francisco de Santiago (ca. 1578-1644), Portugees componist
- Joey Santiago (1965), Filipijns gitarist
- Leonardo Vitor Santiago (1983), Braziliaans voetballer
- Saundra Santiago (1957), Amerikaans actrice
- Ignacio Santibáñez (?-1598), Spaans rooms-katholiek geestelijke
- Luis Santibáñez (1936-2008), Chileens voetbaltrainer
- Catrien Santing (1958), Nederlands historicus
- Gerrit Santing (1914-2005), Nederlands beeldhouwer
- Mathilde Santing (1958), Nederlands zangeres
- Ivan Santini (1989), Kroatisch voetballer
- Franco Di Santo (1989), Argentijns voetballer
- Davide Santon (1991), Italiaans voetballer
- Fabrice Santoro (1972), Frans tennisser
- Carlos Santos-Viola (1912-1994), Filipijns architect
- Fernando Santos (1954), Portugees voetballer en voetbalcoach
- Francisco Santos (1892-1983), Filipijns wetenschapper
- Ildefonso Santos jr. (1929-2014), Filipijns landschapsarchitect en nationaal kunstenaar
- Luguelín Santos (1992), Dominicaans atleet
- Luis Santos (1924-2011), Filipijns politicus
- Rufino Santos (1908-1973), Filipijns kardinaal en aartsbisschop van Manilla
- Sílvio Santos (Senor Abravanel) (1930-2024), Braziliaans zakenman, mediamagnaat en televisiepresentator
- Alexandre José Maria dos Santos (1924-2021), Mozambikaans kardinaal
- André Clarindo dos Santos (1983), Braziliaans voetballer
- Epifanio de los Santos (1871-1928), Filipijns wetenschapper, auteur, jurist en kunstenaar
- Francisca Celsa dos Santos (1904-2021), Braziliaans supereeuwelinge en de op de twee na oudste levende mens ter wereld
- José Eduardo dos Santos (1942-2022), Angolees politicus
- Lucia dos Santos (1907-2005), Portugees non
- Luíz Antônio dos Santos (1964-2021), Braziliaans atleet
- Márcio Roberto dos Santos (1969), Braziliaans voetballer
- Nicholas Santos (1980), Braziliaans zwemmer
- José dos Santos Garcia (1913-2010), Portugees bisschop
- Mauro dos Santos (1989), Argentijns voetballer
- Michele Santucci (1989), Italiaans zwemmer

## Sap
- Jolande Sap (1963), Nederlands econome en politica
- Marcin Sapa (1976), Pools wielrenner
- Al Sapienza (1962), Amerikaans acteur en filmproducent
- Raymond Sapoen (1967), Surinaams politicus
- Sappho (ca.600 v.Chr.), Grieks dichteres

## Sar

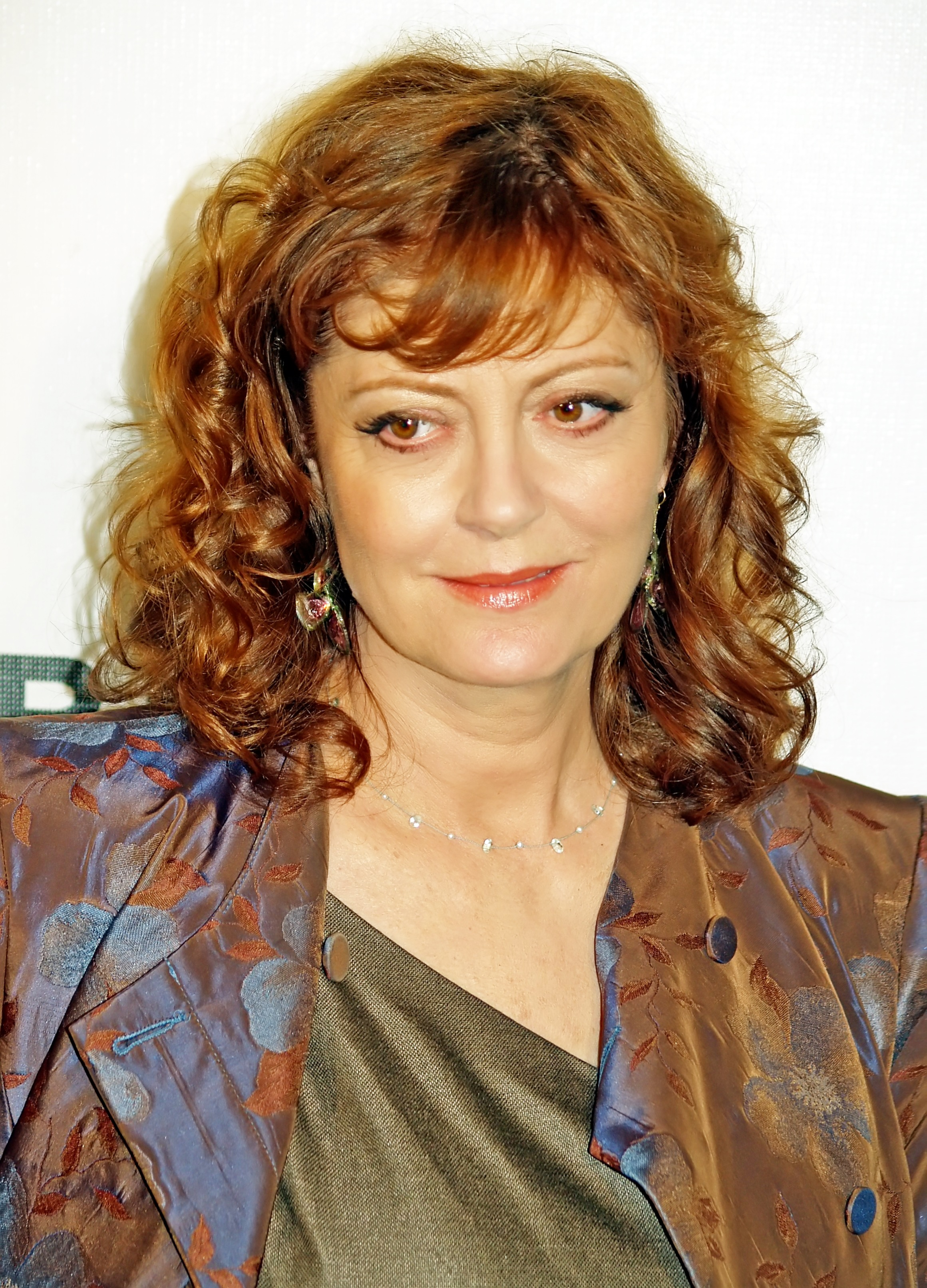
Susan Sarandon

- Edwin van der Sar (1970), Nederlands voetballer
- Barbara Sarafian (1968), Belgisch actrice
- Otelo Saraiva de Carvalho (1936-2021), Portugees militair en revolutionair
- Marcelo Saralegui (1971), Uruguayaans voetballer en voetbalcoach
- José Saramago (1922-2010), Portugees schrijver
- Rafael Sarandeses (1979), Spaans autocoureur
- Susan Sarandon (1946), Amerikaans actrice
- Bojan Šaranov (1987), Servisch voetballer
- Édouard Sarasin (1843-1917), Zwitsers natuurkundige
- Chidananda Saraswati (1916-2008), Indiaas yogi
- Louise-Joséphine Sarazin de Belmont (1790-1870), Franse kunstschilder
- Michel Sardaby (1935-2023), Frans pianist en componist
- Ziauddin Sardar (1951), Pakistaans-Brits wetenschapper
- Yuri Sardarov (1988), Amerikaans acteur en filmproducent
- Paolo Sardi (1932-2019), Italiaans kardinaal
- Dilip Sardjoe (1949-2023), Surinaams ondernemer
- Ramdien Sardjoe (1935), Surinaams politicus
- Victorien Sardou (1831-1908), Frans toneelschrijver
- Logan Sargeant (2000), Amerikaans autocoureur
- Pamela Sargent (1948), Amerikaans feministe, sciencefiction-auteur en redacteur
- Dario Šarić (1994), Kroatisch basketballer
- Jan Sariman (1938-2000), Surinaams politicus
- Matija Šarkić (1997-2024), Montenegrijns-Engels voetballer
- Nicolas Sarkozy (1955), Frans politicus (onder andere president)
- Heikki Sarmanto (1939), Fins musicus en componist
- Pekka Sarmanto (1945), Fins contrabassist
- Abraham Sarmiento (1921-2010), Filipijns rechter
- Basilio Sarmiento (1890-1970), Filipijns dichter
- Pedro Sarmiento (1956-2024), Colombiaans voetballer en voetbalcoach
- Rene Sarmiento (1953), Filipijns jurist
- David Sarnoff (1891-1971), Amerikaans zakenman van NBC en RCA
- Joelia Saroedneva (1986), Russisch atlete
- Samuel Sarphati (1813-1866), Nederlands arts
- Jeffrey Sarpong (1988), Nederlands voetballer
- Théodore-Adrien Sarr (1936), Senegalees rooms-katholiek geestelijke
- Cyprien Sarrazin (1994), Frans alpineskiër
- Christian Sarron (1955), Frans motorcoureur
- Dominique Sarron (1959), Frans motorcoureur
- Dmitri Sarsembajev (1997), Russisch snowboarder
- Dewi Sartika (1884-1947), voorvechtster voor meisjesonderwijs in Indonesië.
- Alessio Sartori (1976), Italiaans roeier
- Rim Sartori (1933-2025), Nederlands schrijfster en dichteres
- Christos Sartzetakis (1929-2022), Grieks jurist en staatsman
- Jean-Paul Sartre (1905-1980), Frans filosoof en schrijver
- Michael Saruni (1995), Keniaans atleet

## Sas

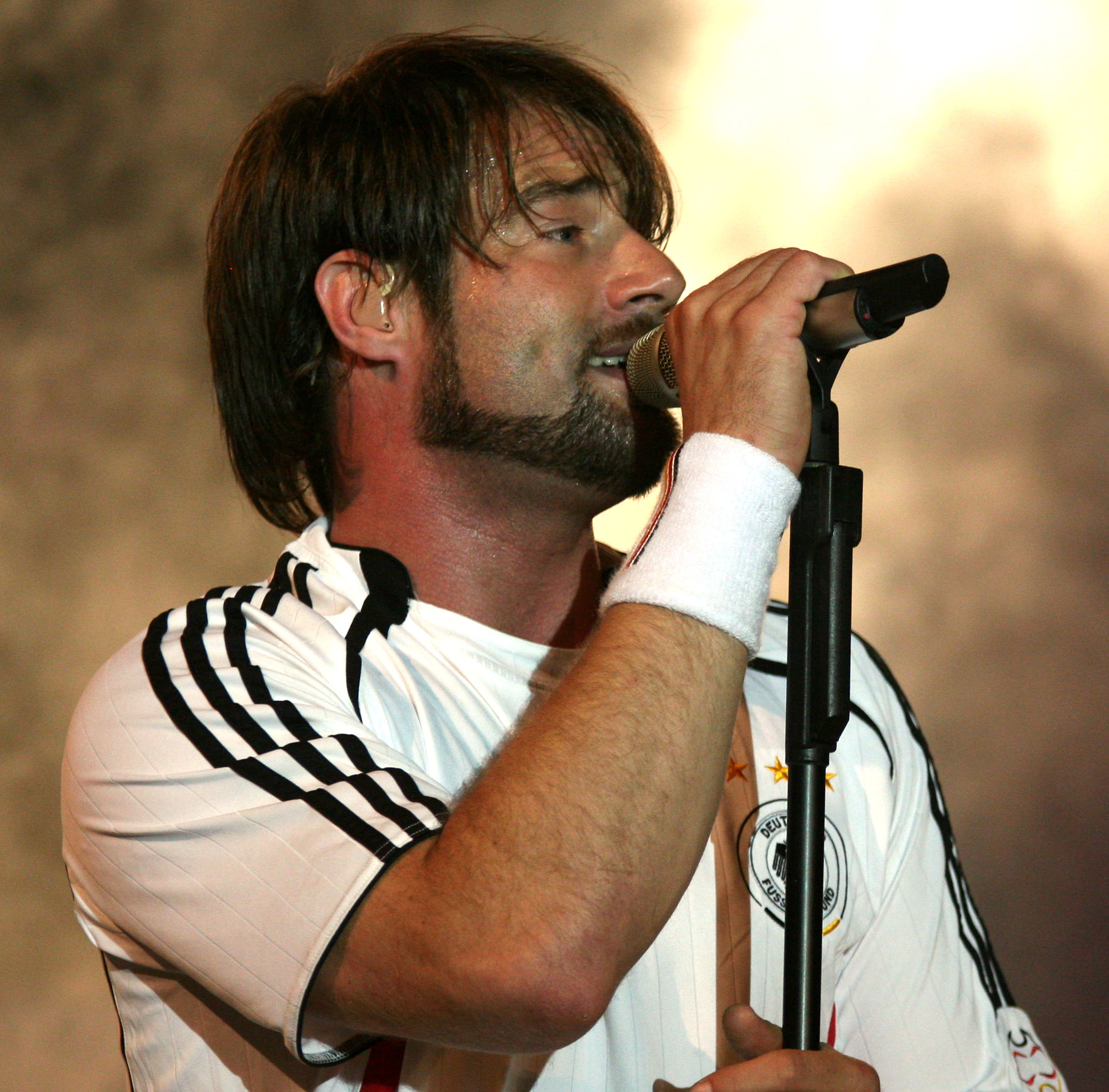
Sasha

- Bert Sas (1892-1948), Nederlands diplomaat
- Kim Sasabone (1976), Nederlands zangeres
- Ukyo Sasahara (1996), Japans autocoureur
- Yuki Sasahara (1984), Japans skeletonracer
- Ayumu Sasaki (2000), Japans motorcoureur
- Sasha (1972), Duits zanger
- Célia Šašić (1988), Duits voetbalster
- Anatoli Sass (1935-2023), Sovjet-Russisch roeier
- Marie Sasse (1837-1907), Belgische operazangeres
- David Sassoli (1956-2022), Italiaans journalist en politicus
- Siegfried Sassoon (1886-1967), Engels schrijver
- Vidal Sassoon (1928-2012), Brits zakenman
- Steven Sasson (1950), Amerikaans elektrotechnicus en uitvinder
- Carlos Sastre (1975), Spaans wielrenner

## Sat
- Michael Sata (1937-2014), Zambiaans politicus
- William Satch (1989), Brits roeier
- Munkong Sathienthirakul (1985), Thais autocoureur
- Tanart Sathienthirakul (1992), Thais autocoureur
- Erik Satie (1866-1925), Frans componist
- Kimiya Sato (1989), Japans autocoureur
- Marino Sato (1999), Japans autocoureur
- Ren Sato (2001), Japans autocoureur
- Takuma Sato (1977), Japans autocoureur
- Yukiya Sato (1995), Japans schansspringer
- Nandini Satpathy (1931-2006), Indiaas politica en schrijfster
- Joe Satriani (1956), Amerikaans gitarist
- Paul Satterfield (1960), Amerikaans acteur

## Sau

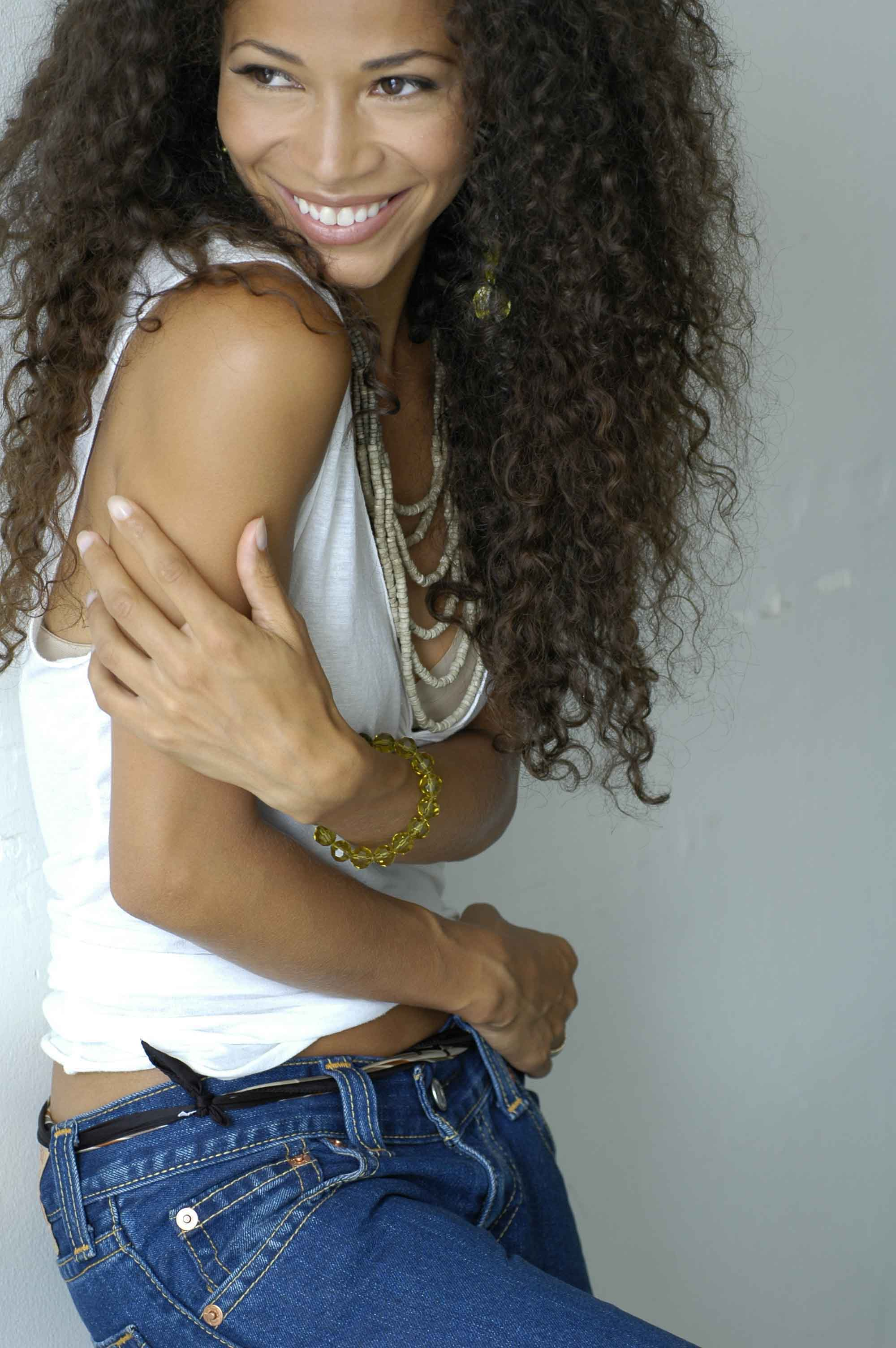
Sherri Saum (2008)

- Fritz Sauckel (1894-1946), Duits nazipoliticus
- Grégoire Saucy (1999), Zwitsers autocoureur
- Derk Sauer (1952-2025), Nederlands journalist en uitgever
- Martin Sauer (1982), Duits stuurman bij het roeien
- Uwe Sauer (1943), Duits ruiter
- Walter Sauer (1889-1927), Belgisch kunstschilder en tekenaar
- Nicolien Sauerbreij (1979), Nederlands snowboadster
- Katherine Sauerbrey (1997), Duits langlaufster
- Saul (11e eeuw v.Chr.), koning van Israël
- Éric Saul (1954), Frans motorcoureur
- John Saul (1942), Amerikaans schrijver
- Christa Sauls (1972), Amerikaans actrice en model
- Sherri Saum (1974), Amerikaans actrice
- Ben Saunders (1983), Amerikaans MMA vechter
- Ben Saunders (1983), Nederlands zanger
- Cicely Saunders (1918-2005), Brits arts en voor promotor van hospices en palliatieve zorg
- Dean Saunders (1964), Welsh voetballer en voetbalcoach
- Dean Saunders (1981), Nederlands zanger
- Lanna Saunders (1941-2007), Amerikaans actrice
- Jevub Saunderson (1964), Amerikaans popmusicus
- Carlos Saura (1932-2023), Spaans filmregisseur
- Marcus du Sautoy (1965), Brits wiskundige
- Alfred Sauvy (1898-1990), Frans demograaf, antropoloog en historicus
- Franck Sauzée (1965), Frans voetballer en voetbaltrainer

## Sav

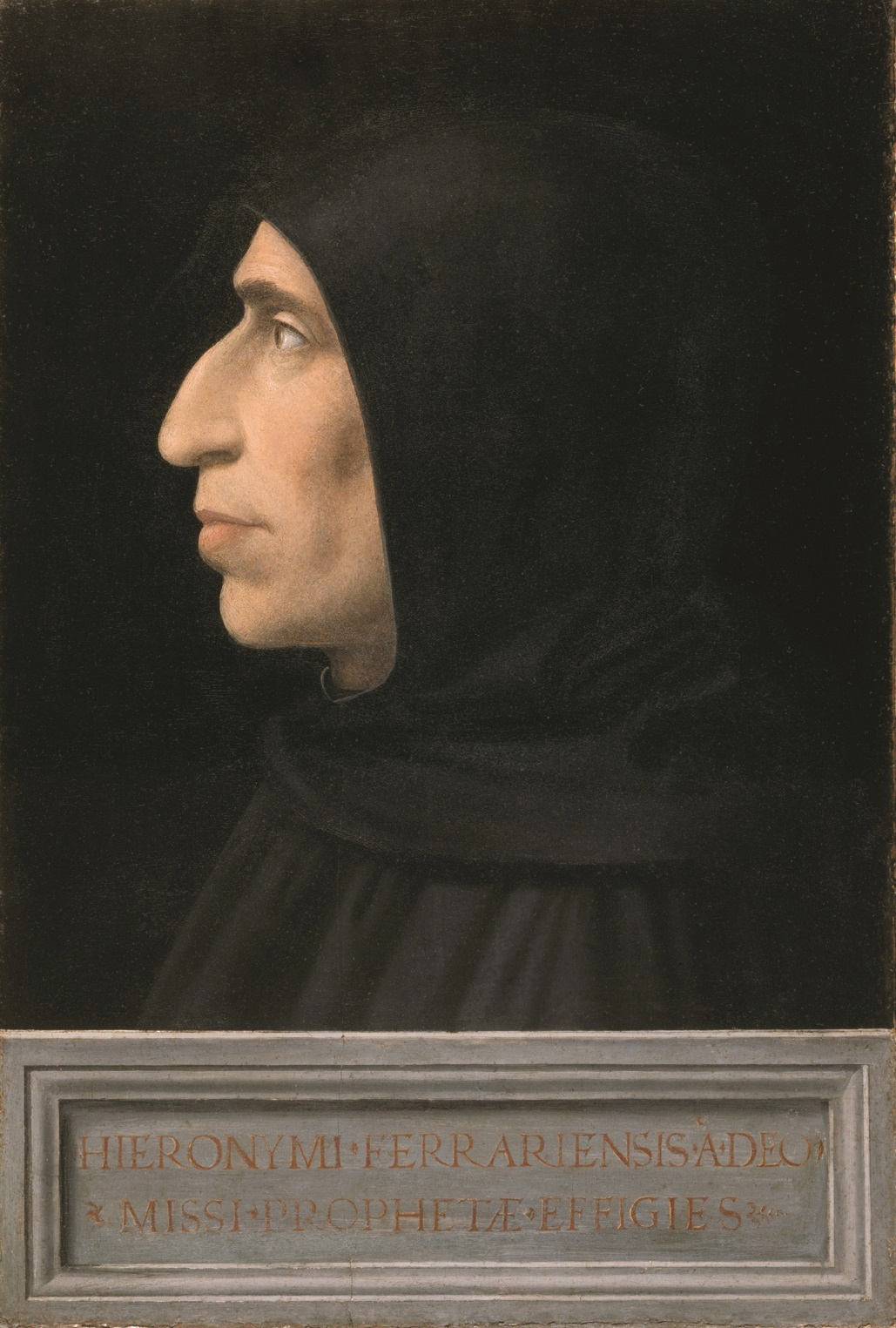
Girolamo Savonarola

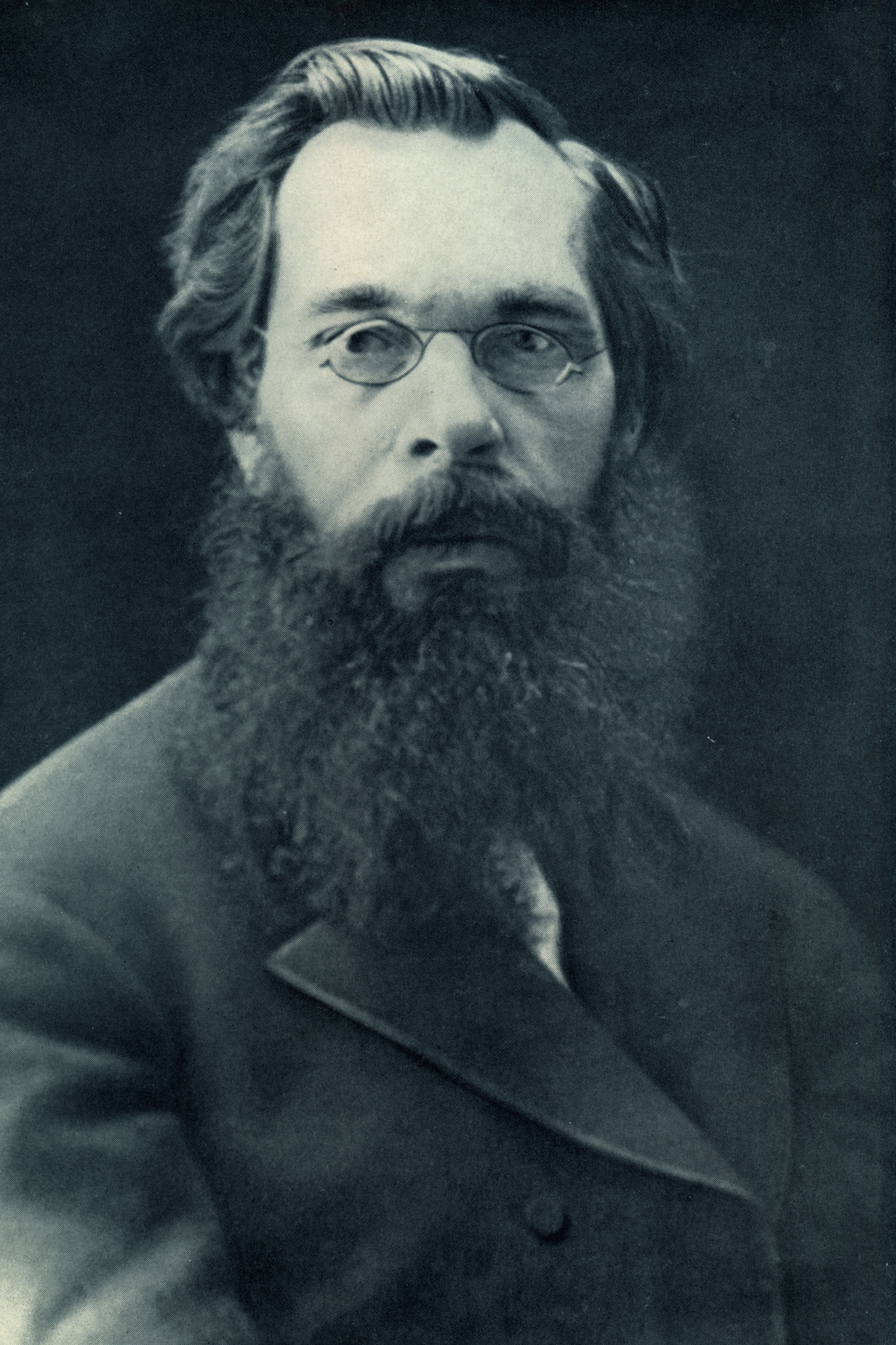
Aleksej Savrasov

- Lorenzo Savadori (1993), Italiaans motorcoureur
- Adam Savage (1967), Amerikaans special effects-expert en tv-presentator
- Augusta Savage (1892-1962), Amerikaans beeldhouwer
- Ben Savage (1980), Amerikaans acteur
- Fred Savage (1976), Amerikaans acteur en tv-regisseur
- Mildred Savage (1919-2011), Amerikaans schrijfster
- Randy Savage (1952-2011), Amerikaans professioneel worstelaar
- Telly Savalas (1922-1994), Amerikaans acteur
- Savannah (1970-1994), Amerikaans pornoactrice
- Stelio Savante (1970), Zuid-Afrikaans acteur
- Katerine Savard (1993), Canadees zwemster
- Tommy Savas (1984), Amerikaans acteur
- Peter Joseph Savelberg (1827-1907), Nederlands priester en congregatiestichter
- Eduardo Saverin (1982), medeoprichter Facebook
- Roberto Saviano (1979), Italiaans journalist en publicist
- Dejan Savićević (1966), Montenegrijns voetballer
- Žydrūnas Savickas (1975), Litouws krachtsporter en Sterkste Man van de Wereld
- Jimmy Savile (1926-2011), Brits presentator
- Natalie Saville (1978), Australisch atlete
- Jonas Savimbi (1934-2002), Angolees verzetsstrijder
- Maria Savinova (1985), Russisch atlete
- Edgar Savisaar (1950-2022), Estisch politicus
- Girolamo Savonarola (1452-1494), Italiaans dominicaan die heerste over Florence
- Jacquelien de Savornin Lohman (1933-2018), Nederlands hoogleraar, senator en cabaretière
- Victor Emanuel van Savoye (1937-2024), Italiaans (kroon)prins
- Margherita van Savoye-Aosta (1930-2022), Italiaans prinses
- Aleksej Savrasov (1830-1897), Russisch kunstschilder
- Ilie Savu (1920-2010), Roemeens voetballer

## Saw
- Keita Sawa (1976), Japans autocoureur
- Tadashi Sawashima (1926-2018), Japans regisseur
- Amos Claudius Sawyer (1945-2022), Liberiaans politicus
- Josh Sawyer (1975), Amerikaans ontwerper van computerspellen

## Sax
- Adolphe Sax (1814-1894), Belgisch instrumentenbouwer, uitvinder van de saxofoon
- Marjan Sax (1947), Nederlands feministe en voorvechtster voor rechten van lesbiennes
- Joseph Saxton (1799-1873), Amerikaans uitvinder

## Say
- Dorothy L. Sayers (1893-1957), Brits schrijfster
- Alexei Sayle (1952), Brits acteur, komiek en (scenario)schrijver
- Louise van Sayn-Hachenburg (1772-1827), Duits prinses
- Sophia Polyxena Concordia van Sayn-Wittgenstein-Hohenstein (1709-1781), vorstin van Nassau-Siegen
- John Sayre (1936), Amerikaans roeier
- Sayuri (1996-2024), Japans singer-songwriter

## Saz
- Léonie Sazias (1957-2022), Nederlands presentatrice